# 森岡賢
森岡 賢（もりおか けん、1967年3月15日 - 2016年6月3日）は、日本のミュージシャン、音楽プロデューサー、キーボーディスト。
東京都港区出身。身長170cm。血液型はB型。東邦音楽大学附属東邦高等学校ピアノ科卒業、東邦音楽大学音楽学部作曲学科中退。
1989年、SOFT BALLETの一員としてメジャーデビュー。1995年に一度活動終了するが、2002年に再結成。再び活動終了した2003年以降は、ソロで活動していた。また、作曲家、編曲家として他アーティストへの楽曲提供やプロデュースも行っていた。
晩年は、SOFT BALLET時代のバンドメイトである藤井麻輝とのユニット"minus(-)"でも活動した。

## 経歴
- 1982年より - キーボードプレイヤーとして活動開始。三上博史、ZABADAK[2]、戸川純、BUCK-TICK、遊佐未森、Urban Dance、宮原学等のライブ、レコーディングに参加。CM音楽、ゲーム音楽やアレンジも手掛ける。
- 1985年 - SOFT BALLETの前身となるバンド、VOLAJU（ヴォラージュ）を結成（メンバーは遠藤遼一、藤井麻輝　他）
- 1987年 - GRANNY TAKES A TRIP（メンバーは森岡の他、田中裕千、河村智康、名村武） としてシングル「愛しすぎたから」でメジャーデビュー
- 1989年 - SOFT BALLETとしてアルバム『EARTH BORN』とシングル『BODY TO BODY』でメジャーデビュー
- 1994年 - 初のソロアルバム『Questions』リリース
- 1995年 - SOFT BALLET「終了」
- 1996年 - 以降、プロデューサー、サポートミュージシャンとして活動
- 1998年 - ソロアーティスト「KEN MORIOKA A」としてシングル「FAT」でデビュー
- 1999年 - シングル「ZERO」、「Plastic Flower」に続きアルバム『JAPANESE』をリリース
- 2000年 - 「KEN MORIOKA」名義でシングル「Birth」リリース
- 2001年 - アルバム『ELECTRONICA』リリース、続けて「森岡 賢」名義でアルバム『fantasia』リリース
- 2002年 - SOFT BALLETが活動再開
- 2003年 - SOFT BALLET再び「終了」
- 2004年 - レーベル『ELECTRIC DISC』を立ち上げ、シングル『Always Need Your Love』をリリース
- 2005年 - 吉本興業ミュージックマネジメント運営のインディーズレーベル「Fate Records」 よりアルバム『Jade』リリース
- 2008年 - 出口雅之と共に"ジェントルマン テイク ポラロイド"を結成、アルバム『Orfeu』（2009年12月）を発売
- 2008年 - I'veのボーカリスト・MELLのワンマンライブツアー『FIRST LIVE TOUR 2008 SCOPE』名古屋・大阪・東京公演にゲストで参加
- 2013年 - 土屋昌巳らとKA.F.KAを結成
- 2014年 - 藤井麻輝と共に新ユニット"minus(-)"を結成、アルバム『D』をリリース。
- 2015年 - 5月9日、KA.F.KA アルバム『Fantome † Noir』リリース。12月9日、minus(-) アルバム『G』リリース。
- 2016年 - 6月3日未明、心不全により死去。49歳没[1]。

## 人物
作曲家、編曲家の森岡賢一郎の三男として生まれる。姉は現代美術家の森岡寿里、弟はギタリストの森岡慶。（詳細は森岡賢一郎の項目を参照）
5歳よりピアノを始める。自らの意志ではなく両親に習わされていた為、嫌々レッスンに通っていた。むしろ当時の夢はプロレスラーか野球選手になることだったと語っている。後に父親のシンセサイザーで遊び始めたのがきっかけで作曲や音作りに興味を持ち始め、さらにカセットレコーダーやリズムボックスなども駆使して多重録音で自身のオリジナルを制作するようになる。
父親が業界人だった関係で、幼少期から家に小柳ルミ子や天地真理などが出入りするような環境で育った。そのため業界人に対しても物怖じしなくなったが、例外としてコンプレックスを抱いたのが土屋昌巳とYMOだった。小学5年生のころであり、そのコンプレックスは後に尊敬へと変化したと語っている。
小学校、中学校といじめに遭い引き篭もりがちになるが、テクノやデヴィッド・ボウイなどのロックを好んで聴いていたことから、高校時代に新宿のディスコ「ツバキハウス」に出入りするようになる。此処で藤井麻輝、遠藤遼一と知り合う。中学2、3年の頃に初めてデモテープを制作する。後年これを電話で藤井麻輝に聴かせたことがきっかけで、彼との本格的な交流が始まる。
東邦音楽大学附属東邦高等学校ピアノ科を卒業後、東邦音楽大学音楽学部作曲学科へと進学する。本人曰く、中学時代からロックに目覚め「ツバキハウス」などのディスコへ出入りする日々を送ったことで成績が下がった結果、ピアノしか道が残されておらず、音大に行かざるを得なかったと述べている。
モデルをしていた雑誌『JUNE』を通じてISSAYと出逢ったことがきっかけで、プロミュージシャンとしての活動を開始。ちなみに遠藤遼一と藤井麻輝も同誌モデル経験者である。

当時まだ学生だったが、プロとして仕事をすることに関心が強まったことで、大学を中退している。
SOFT BALLET結成当初はステージ上で微動だにせずシンセサイザーを弾いていた。後に三上博史のツアーサポートを務めたことが、パフォーマンスに開眼するきっかけとなった。シンセサイザーだけでなく、楽曲によってはギターも演奏した。
1980年代のテクノシーンやいわゆるニュー・ウェイヴに強く影響を受けている。SOFT BALLETではポップでキャッチーな楽曲を制作することが多く、ことに1991年の『EGO DANCE』以降、ビクター（インビテーションレーベル）所属時代については、全てのシングルリリース曲のA面を担当するなど、同バンドの市場開拓に際しては森岡が主要な役割を担った。
ソロデビューアルバム『JAPANESE』ではSOFT BALLETに通ずるテクノポップなサウンドの他にもロック、アンビエント、ハウスなど多彩な音楽性を取り入れた。一方で『ELECTRONICA』と『fantasia』の2作ではクラブミュージックシーンを意識した文字通りエレクトロニカを主体としていた。SOFT BALLETの復活〜終了を経てからは再び様々な音楽性を発揮している。
晩年に活動していた藤井麻輝とのユニット"minus(-)"ではボーカルも担当していた。森岡の逝去後は、森岡が制作した楽曲も藤井がボーカルが執っている。
- コンサート初体験は、幼稚園の頃に観たトム・ジョーンズ。
- ライブではキーボード演奏を行う一方、踊りながらステージ上を行き交うことが多かった。SOFT BALLETのVHS『JACK IN』では自身について「花を添える役」と語っている。
  - ステージ上で踊っているイメージが強かったことから、SOFT BALLET時代初期には一部の音楽ライターから楽器を演奏できない打ち込み専門のミュージシャンと勘違いされていたこともあった。
- 遅刻魔で知られており、SOFT BALLET時代には藤井にしばしば説教を受けた。締め切りを守らなかったことで藤井から殴られたこともあったという[4]。
- 音楽性からはデペッシュ・モードの影響が強いと言われるが、実際に一番影響を受けたミュージシャンは元祖ニューロマンティックのヴィサージであると公言している。また前述のように暗い少年時代を過ごしたが、JAPANとデヴィッド・シルヴィアンに救われたとも述べている。
- SOFT BALLET時代は、ミュージシャンとしての自分と素の自分とのジレンマに苦しんでいた時期があった。売れれば売れるほど苦痛になっていき、ステージ上とメディアに出ている時以外は廃人のような状態だったと語っている。当時、まだ学生だった及川光博が偶然電車内で、ジャージ姿に黒髪混じりの汚いブロンドで手にはコンビニの袋という出で立ちの森岡を目撃している。この時、森岡のファンである及川は握手を求めながらも「仕事してないとこんな風になっちゃうんだな。僕はちゃんと仕事しよう」と思ったという[5]。
- パフォーマーとしてのイメージが強く定着しているが、2000年代以降は演奏することそのものにも改めて興味が湧き、ステージ上ではピアノを使用することもあった。また2007年から2008年にかけて参加した布袋寅泰のツアーでは、打ち込みを使用しなかった。これは自身のプロキャリア上でほぼ初の試みだったと述べている[6]。
- プライベートでは1995年に結婚。長男は現在ギタリストとして活動している。
- 2016年6月、森岡が逝去した際には、藤井と遠藤が2人揃って遺影に手を合わせに行ったと藤井が述べている[7]。また遠藤は公式サイト上に追悼文を掲載した[8]。

## ディスコグラフィ
SOFT BALLET、minus(-) に関しては、それぞれ該当する欄を参照。

### 森岡賢ソロ作品

#### シングル
- FAT （1998年11月11日 POCH-1746）
  - FAT / Believe Myself / FAT -BLACK MIX-
- ZERO （1999年4月7日 POCH-1765）
  - ZERO / No more / ZERO [Instrumental] / ZERO [drum mix]
- Plastic Flower （1999年6月2日 POCH-1791）
  - Plastic Flower / JAZZ / Plastic Flower -Audio Active Remix-
- Birth （2000年12月20日 UPCH-5033）
  - Introduction / BIRTH (2000th Birthday mix) / LOVE (INFINITY) / SAINT (Innocent Voice mix)
- Always Need Your Love （2004年10月20日 VDP-9）
  - Love Criminal / Always Need Your Love / Dust (Loveless) / Broken Musk (White Stone Mix) / Always Need Your Love (Inst. Mix)
- NEW GROOMING （2005年3月10日 OPWA-3007）
  - New Grooming / Adam / After Noon (午後の君と僕) / Brand New Grooming

#### アルバム
- Questions （1994年12月16日 VICL-628）
  1. R or J
  2. ARU ASA
  3. LET IT BE
  4. K.A
  5. SUMO
  6. MIZU TO ABURA
  7. WHO
  8. THE SADNESS OF THINGS
- JAPANESE （1999年7月7日 POCH-1803）
  1. PLEASE
  2. FAT
  3. EDGE OF DANCE
  4. ZERO
  5. WANT
  6. 裸のブランチ
  7. WATER
  8. HELP
  9. NENMATSU
  10. PLASTIC FLOWER[注 2]
  11. EXIT
  12. NAKED THINGS
  13. START
- ELECTRONICA （2001年1月24日 UPCH-1051）
  1. HEAVEN / IN TO THE FUTURE
  2. PULSE / ELECTRO DISCO
  3. RAW
  4. WAKE UP (Alternative Mix)
  5. BIRTH
  6. ECONOMIC MONSTER
  7. 2002 (Manifacture United Mix)
  8. CHILDS
- fantasia （2001年4月25日 UPCH-1059）
  1. Fine day
  2. Air
  3. Cruise
  4. Mad Japanese
  5. Gene
  6. The Way
  7. What are you saying?
  8. Electro Disco
  9. Into the Sky
- Jade （2005年9月7日 FYCT-1002）
  1. Sorry I Can't Kill You
  2. EROTICO
  3. Always Need Your Love
  4. LINDA
  5. PULSE [ELECTRO DISCO]
  6. Crucified
  7. No! Body
  8. Jade [New Grooming]
- Modern Racer (2008年7月19日 MROK-0001) ※ライブ会場限定
  1. Foxy No5
  2. Sexy Racer
  3. Spoil
  4. Scramble-eggs
  5. Still
  6. いつか きっと
  7. ModernChanges
  8. Talk.Talk (Bonus Track)

#### 映像作品
- NORMAL （VHS：1999年7月7日 POVH-1082 ／ DVD：2001年4月25日 UPBH-1024）
  - PLASTIC FLOWER / ZERO / FAT / START / HEAVEN

### ジェントルマン テイク ポラロイド

#### アルバム
- Orfeu (2009年12月9日 ZQPT-1003)
  1. 悲しみのオルフェ
  2. 灼熱の華
  3. THE GAME
  4. Oh Wonder!
  5. サヨナラ
  6. FAKE
  7. BREAK
  8. 愛と情熱のベースボールブギ
  9. RADIO CITY
  10. 名もなき風

### ZIZ x KEN.MORIOKA

#### シングル
- Salon du Détester (2012年12月29日 ZIZO-0007)
  - SUPERBSAW / SPIEGEL WELT / FREAKQUENCY / SIGN / SUPERBSAW-Instrumental- / SPIEGEL WELT-Instrumental-

## 外部参加
- Urban Dance
  - 1986年、ライブにキーボードで参加
  - 2016年3月25日、大阪SOCORE FACTORYにて行われた結成30周年ライブにキーボードで参加[9]。このライブが生前最後のステージとなった[10]。
  - アルバム『U-DNA』[11]（2016年） - 「BARA NO EMILIA -バラのエミリア-（Requiem For Moriken）[注 3]」「DANCE A GO GO[注 4]」キーボード
- じゃがたら 『裸の王様』（1987年）
  - 「裸の王様」キーボード
- 三上博史 アルバム『G.O.D.S.』（1988年）
  - キーボードで参加。ツアーにもサポートメンバーで参加した
- BUCK-TICK
  - 『SEVENTH HEAVEN』（1988年） - 「FRAGILE ARTICLE」キーボード
  - 『或いはアナーキー』（2014年） - 「世界は闇に満ちている」ピアノ[注 5]
- JUSTY-NASTY（1988年）
  - ライブにキーボードで参加[13]
- 遊佐未森
  - バックバンドであった"ソラミミ楽団"にキーボードで参加[14]
  - 『ハルモニオデオン』（1989年） - 「0の丘∞の空」など初期の複数の楽曲に参加
- ZABADAK
  - ライブにキーボードで参加[15]
- 10(TEN)
  - 元SHI-SHONENの福原まりと塚田嗣人のバンド。キーボードで参加[16][注 6]
- 濱田マリ アルバム『フツーの人』（1995年）
  - 「透き夜」作曲
- 布袋寅泰
  - ライブ『TOKYO Inter-Live サイバーシティーは眠らない』(1995年) - キーボードで参加、ライブVHS・DVDに収録
  - アルバム『AMBIVALENT』（2007年） - 「PEEK-A-BOO」「WANDERERS」「レプロカント」「NIGHTMARES」「MINIMAL BEAUTY」「XXX KISS XXX」「FUNKY PUNKY」「幸せな日々」キーボード、「WANDERERS」のPVにも出演[17]
  - ツアー『HOTEI and The WANDERERS FUNKY PUNKY TOUR 2007-2008』（2007～2008年） - キーボードで参加。ライブDVDに森岡のインタビューも収録
- JAPANトリビュートアルバム『ライフ・イン・トウキョウ・JAPAN・トリビュート・アルバム』（1996年）
  - 「Fall In Love With Me」をISSAYと共にカヴァー[注 7]
- LOSALIOS アルバム『世界地図は血の跡』（1999年）
  - ALBANIAN RABBITS（Drums.中村達也、Bass.浅井健一、Keyboard&Arrange.森岡賢）として参加
- 『KAIKANフレーズ ORIGINAL SOUND TRACK』（2000年）全作曲、プロデュースを担当
  - MISSILE / Speed Spot / Honey Dawn / Melted Chocolate / WIPE DOPE UP! / Boost Valley / Love Note-petitchat ver. / MISSILE-Big Satan var. / Meleted Chocolate-vodu elect ver. / WIPE DOPE UP!-good-bye J ver. / Love Note
- 浜崎あゆみ リミックス・アルバム『ayu-mi-x III|ayu mi x 3 Non Stop Mega Mix Version』（2001年）
  - 「SCAR "Don't Cry mix"」リミックス[注 8]
- 映画『記憶の音楽Gb』（2002年）
  - メインテーマ「Gb main theme」及び挿入曲「Mad Japanese」「Cruise」「The Way」を提供。サウンドトラック『記憶の音楽Gb Sound Track』に収録
- 古代祐三 『ザ・スキーム サウンドトラック』（2002年）
  - 「I'LL SAVE YOU ALL MY JUSTICE」「THE FORCE ROTTED AWAY」「THE EMPEROR WAS STEPPED IN VICE」編曲
- デーモン小暮閣下
  - 『SYMPHONIA』（2002年） - 「Viva America」「In Bondage」（編曲・プロデュース）
  - ツアー『Welcome to our SYMPHONIA』（2002年） - キーボードで参加
  - 『toi toi toi』（2016年） - NHK Eテレ『0655』にてデーモンが手掛けたテーマ曲の編曲を担当[18]
- 攻殻機動隊 トリビュート・アルバム『GHOST IN THE SHELL TRIBUTE ~CATEGORY:TECHNO STYLE Ver2.0.0~』（2004年）
  - 「Broken Mask」をカヴァー
- 及川光博
  - アルバム『ヒカリモノ』（2004年） - 「メリーゴーラウンド」作曲・編曲
  - アルバム『RAINBOW-MAN』(2008年) - 「Most Beautiful Night」作曲・編曲
- MELL
  - ツアー『FIRST LIVE TOUR 2008 SCOPE』（2008年）名古屋、大阪、東京公演にゲスト出演
  - シングル『RIDEBACK』（2009年） - 「RIDEBACK」リミックス
  - アルバム『MIRAGE』（2010年） - 「Princess bloom」「Teleportation guy」「MY PRECIOUS」作曲・編曲
  - ライブ『MELL LIVE IN TOKYO 2010 「MIRAGE」』（2010年）にゲスト出演
- コンピレーション・ヒーリング・ピアノアルバム『Gratuitous Love〜光のピアノ〜』[注 9]（2010年）
  - 「Diving Magic」「Soul Mate」作曲[注 10]
- Kaya
  - 15thシングル「TABOO」（2013年）作曲
- I've
  - 『I'VE in BUDOKAN 2009 〜Departed to the future〜』（2009年）にゲスト出演
  - コンピレーション・リミックス・アルバム『master groove circle2』（2009年） - 「SCOPE」リミックス
- ゲーム『ドリームクラブZERO』（2011年）
  - 挿入曲「JEWEL」「Happy&Pride」作曲
- SPEECIES（2012年）
  - 新宿LOFTにて開催された『SHINJUKU LOFT †omega dripp presents†『GLAMOUROUS BOOGIE NIGHT vol.11』内でのSPEECIESのライブにゲストで出演
- ASAGI
  - 『Seventh Sense / 屍の王者 / アンプサイ』（2016年）

- 吉川晃司 - ライブにキーボードで参加
- 戸川純
- 宮原学

### プロデュース
- FACE（中原理恵） - シングル「吐息のオペラ」（1997年）
- FEEL（1997年）
- S.D.B.B.